# ORFK Repülőtéri Rendőr Igazgatóság
Az ORFK Repülőtéri Rendőr Igazgatóság székhelye a Budapest Liszt Ferenc nemzetközi repülőtér, vezetője Török Zoltán rendőr dandártábornok, rendőrségi főtanácsos.
Az igazgatóság által ellenőrzött határforgalmat a világ minden országából érkező, intenzív utasforgalom jellemzi. Hazánkba a Repülőtéri Rendőr Igazgatóság határátkelőhelyein mintegy 200 országból turisztikai céllal érkező utasok mellett többnyire itt lépnek át a nemzetközi szervezetek képviselői, a kormánydelegációk, az ország politikai, gazdasági életére is befolyással bíró politikusok, diplomaták, az üzleti élet, a kultúra és a sport világának neves személyiségei.

## Alaptevékenységei
- Határellenőrzéssel, a határrend fenntartásával kapcsolatosan a jogszabályokban és az állami irányítás egyéb jogi eszközeiben meghatározott szakmai feladatok
- Idegenrendészeti feladatok ellátása, az idegenrendészeti szabályok megtartásának ellenőrzése az illetékességi területen.
- Nemzetközi és belföldi polgári repülés jogellenes cselekmények elleni védelmével kapcsolatos feladatok
- A repülőtereken az utasbiztonság ellenőrzésével és fegyveres biztosításával, valamint a repülőterek őrzésével kapcsolatos feladatok szakmai felügyelete
- Polgári repüléssel összefüggő külön rendelkezések szerinti feladatok
- Bűnüldözési feladatok
- A működés biztosításával kapcsolatos, a jogszabályokban és az állami irányítás egyéb jogi eszközeiben meghatározott funkcionális (humán, gazdálkodási stb.) feladatok.

## Munkatársak
- Igazgató: dr. Török Zoltán r. dandártábornok, rendőrségi főtanácsos
- Bűnügyi igazgató: Bráda Balázs r. alezredes, rendőrségi főtanácsos
- Rendészeti igazgató: Balogh Miklós r. mk. ezredes, rendőrségi főtanácsos
- Gazdasági igazgató: Németh Norbert r. mk. ezredes, rendőrségi főtanácsos
- Humánigazgatási Szolgálat (Főosztályvezető) mb.: Tímár Ágnes r. alezredes
- volt Humánigazgatási Szolgálatvezető Asszony, rendelkezési nyugdíjba ment (2024.04.1-jétől) Balázs Jolán r. ezredes, rendőrségi főtanácsos
- Ellenőrzési Szolgálat: Nagy János r. ezredes, rendőrségi főtanácsos
- Hivatalvezető: Andóné Eczl Boglárka r. ezredes, rendőrségi főtanácsos